# Listă de personalități din Londra
Lista personalităților marcante născute în Londra, este o listă alfabetică a persoanelor al căror nume este legat de capitala Regatului Unit.

## 0–9
- 21 Savage (n. 1992), rapper.

## A
- Frederick Augustus Abel (1827 - 1902), chimist;
- Louisa Catherine Johnson Adams (1775–1852) – soție de președinte american
- Tony Adams (n. 1966) – fotbalist
- Adele Adkins (n. 1988) – cântăreț
- Edgar Douglas Adrian (1889–1977) – anatom
- George Biddell Airy (1801–1892) – astronom
- Damon Albarn (n. 1968) – muzician
- Alexander Albon (n. 1996) – pilot de curse thailandez ce concurează în Formula 1
- Amélie d’Orléans (1865–1951) – regina Portugaliei
- Kingsley Amis (1922–1995) – autor
- Bob Anderson (1931–1967) – automobilist
- Michael Anderson (1920–2018) – regizor
- Naveen Andrews (n. 1969) – actor
- Anne (1665–1714) – regină a Angliei
- Francesca Annis (n. 1944) – actor
- Jeffrey Archer (n. 1940) – politician
- George Arliss (1868–1946) – actor
- Dido Armstrong (n. 1971) – cântăreț
- Timothy Garton Ash (n. 1955) – istoric
- Peggy Ashcroft (1907–1991) – actriță
- David Attenborough (n. 1926) – regizor
- Clement Attlee (1883–1967) – politician
- George Atwood (1745–1807) – fizician și matematician
- Augustus Frederick, Duce de Sussex (1773–1843) – prinț
- Alfred Ayer (1910–1989) – filozof

## B
- Katy B (n. 1989) – cântăreț
- Plan B (n. 1983) – muzician, actor
- Luciano Bacheta (n. 1990) – automobilist
- Francis Bacon (1561–1626) – filozof și politician
- Robert Baden-Powell (1857–1941) – cercetaș
- Douglas Bader (1910–1982) – pilot
- William Bailey (1888–1971) – ciclist
- Eddie Baily (1925–2010) – fotbalist
- Alan Baker (1939–2018) – matematician
- Colin Baker (n. 1943) – actor
- Ginger Baker (1939–2019) – baterist
- Roy Ward Baker (1916–2010) – regizor și -producător
- Samuel White Baker (1821–1893) – explorator
- Phil Bancroft (n. 1967) – saxofonist
- Tom Bancroft (n. 1967) – baterist
- Joseph Banks (1743–1820) – cercetător
- Roger Bannister (1929–2018) – atlet
- Granville Bantock (1868–1946) – compozitor
- John Barbirolli (1899–1970) – dirijor și compozitor
- Owen Barfield (1898–1997) – filozof, literat, avocat și scriitor
- Peter Barker (n. 1983) – jucător de squash
- Nigel Barley (n. 1947) – autor
- Ben Barnes (n. 1981) – actor
- Peter Barnes (1931–2004) – romancier și scenarist
- Isaac Barrow (1630–1677) – prelat și matematician
- John D. Barrow (1952–2020) – fizician
- Charles Barry (1795–1860) – arhitect
- Mischa Barton (n. 1986) – actriță
- Alfie Bass (1921–1987) – actor
- Beatriz Batarda (n. 1974) – actor
- Gerard Batten (n. 1954) – politician
- Arnold Bax (1883–1953) – compozitor
- Thomas Bayes (c. 1702–1761) – matematician
- Joseph Bazalgette (1819–1891) – inginer de constructii
- Dave Beasant (n. 1959) – fotbalist
- Cecil Beaton (1904–1980) – fotograf
- Gabrielle Beaumont (1942–2022) – regizor și scenarist
- Gordon Beck (1936–2011) – muzician (jazz)
- Jeff Beck (1944–2023) – muzician
- Thomas Becket (1119–1170) – arhiepiscop de Canterbury
- David Beckham (n. 1975) – fotbalist
- Kate Beckinsale (n. 1973) – actriță
- David Bedford (n. 1949) – alergător de maraton
- Natasha Bedingfield (n. 1981) – cântăreț
- Frederick William Beechey (1796–1856) – explorator
- Terence Beesley (1957–2017) – actor
- Catherine Bell (n. 1968) – actriță
- Jamie Bell (n. 1986) – actor
- Quentin Bell (1910–1996) – istoric, artist și scriitor
- Ruth Belville (1854–1943) – afacerist
- Benga (n. 1986) – producător
- Tiana Benjamin (n. 1984) – actriță
- Brian Lawrence Bennett (n. 1940) – muzician
- William Bennett (n. 1936) – clarinetist
- Darren Bent (n. 1984) – fotbalist
- Jeremy Bentham (1748–1832) – jurist și filozof
- E. C. Bentley (1875–1956) – scriitor
- Jack Beresford (1899–1977) – Canotist
- John Berger (1926–2017) – scriitor
- Paul Bernays (1888–1977) – matematician
- Tim Berners-Lee (n. 1955) – inventator World Wide Web
- Marina Berti (1924–2002) – actor
- Andrew Bertie (1929–2008) – Mare Maestru
- Annie Besant (1847–1933) – feministă
- Paul Bettany (n. 1971) – actor
- Thomas Betterton (1635–1710) – actor
- Christabel Bielenberg (1909–2003) – Membru al miscarii de rezistenta irlandeze
- Antonia Bird (1951–2013) – regizor și Film-producător
- Sam Bird (n. 1987) – automobilist
- Andrew Birkin (n. 1945) – scenarist și -regizor
- Jane Birkin (1946–2023) – actor și cântăreț
- Patrick Maynard Stuart Blackett (1897–1974) – fizician
- Honor Blackman (1925–2020) – actor
- Susan Blackmore (n. 1951) – scriitor și Moderator
- Algernon Blackwood (1869–1951) – scriitor
- James Blake (n. 1988) – muzician
- William Blake (1757–1827) – pictor și poet
- Harry Blech (1910–1999) – dirijor
- Arthur Bliss (1891–1975) – compozitor
- Claire Bloom (n. 1931) – actor
- Eric Blore (1887–1959) – Teatru- și actor de film
- Emily Blunt (n. 1983) – actriță
- Enid Blyton (1897–1968) – autor
- Dirk Bogarde (1921–1999) – actor și scriitor
- Marc Bolan (1947–1977) – muzician
- Jérôme Bonaparte-Patterson (1805–1870) – nepotul lui Napoléon Bonaparte
- Edward Bond (n. 1934) – scriitor
- Christian John Storey Bonington (n. 1934) – alpinist
- James Boswell (1740–1795) – scriitor și avocat
- Derek Bourgeois (1941–2017) – compozitor
- Elizabeth Bowen (1899–1973) – scriitor
- York Bowen (1884–1961) – pianist și compozitor
- David Bowie (1947–2016) – muzician
- Liona Boyd (n. 1949) – chitaristă
- Boy George (n. 1961) – cântăreț
- David Brabham (n. 1965) – automobilist
- Charles Bradlaugh (1833–1891) – politician
- Billy Bragg (n. 1957) – muzician
- Dennis Brain (1921–1957) – Hornist
- Julian Bream (1933–2020) – chitarist
- Chris Bristow (1937–1960) – automobilist
- Eric Bristow (1957–2018) – Dart-jucător
- Neville Brody (n. 1957) – Grafikdesigner
- Peter Brook (1925–2022) – Teatru-regizor
- Gary Brooker (1945–2022) – muzician
- Anita Brookner (1928–2016) – scriitor și istoric
- Carter Brown (1923–1985) – Kriminalautor
- Charles Brown (1827–1905) – Auto-constructor
- Herbert Charles Brown (1912–2004) – fizician și chimist
- Georgia Brown (1933–1992) – actor
- Sam Brown (n. 1964) – cântăreț
- Thomas Browne (1605–1682) – filozof
- Robert Browning (1812–1889) – scriitor
- James Thomas Brudenell, 7. Earl of Cardigan (1797–1868) – general
- Jack Bruno (n. 1951) – baterist
- Jonny Buckland (n. 1977) – chitarist (Coldplay)
- Henry Thomas Buckle (1821–1862) – istoric și jucător de șah
- Kenneth Bulmer (1921–2005) – scriitor
- Edward Bulwer-Lytton, 1. Baron Lytton (1803–1873) – autor
- Stuart Bunce (n. 1971) – actor
- Emma Bunton (n. 1976) – cântăreț
- William John Burchell (1782–1863) – cercetător și botanist
- Ian Burgess (1930–2012) – automobilist
- John Fox Burgoyne (1782–1871) – Marschall
- Larry Burrows (1926–1971) – fotograf și Moderator
- Saffron Burrows (n. 1972) – actor
- Francis Burt (1926–2012) – compozitor
- Isabel Burton (1831–1896) – scriitor
- James Burton (1788–1862) – arheolog
- Maurice Burton (n. 1955) – ciclist
- Philip John Kennedy Burton (n. 1936) – ornitolog
- Leslie Harry Ernest Bury (1913–1986) – politician
- Kate Bush (n. 1958) – cântăreț
- Darcey Bussell (n. 1969) – dansatoare de balet
- Stan Butcher (1920–1987) – pianist, compozitor
- Asa Butterfield (n. 1997) – actor
- George Butterworth (1885–1916) – compozitor
- John Byng (1704–1757) – marinar
- George Gordon Byron (1788–1824) – scriitor
- John Byron (1723–1786) – explorator
- Kathleen Byron (1921–2009) – actor

## C
- Sebastian Cabot (1918–1977) – actor
- Michael Caine (n. 1933) – actor
- John Baptiste Calkin (1827–1905) – organist, compozitor
- James Callis (n. 1971) – actor
- D. J. Campbell (n. 1981) – fotbalist
- Naomi Campbell (n. 1970) – fotomodel
- Sol Campbell (n. 1974) – fotbalist
- Richard Owen Cambridge (1717–1802) – poet și istoric
- David Cameron (n. 1966) – politician
- Edmund Campion (1540–1581) – Calugar și Martir
- Thomas Campion (1567–1620) – compozitor
- Charles John Canning, 1. Earl Canning (1812–1862) – politician
- George Canning (1770–1827) – ministru
- John Cannon (1933–1999) – automobilist
- Captain Sensible (n. 1954) – muzician
- Emily Carey (n. 2003) – actriță
- Richard Christopher Carrington (1826–1875) – astronom
- John Paddy Carstairs (1910–1970) – scriitor, regizor și scenarist
- Helena Bonham Carter (n. 1966) – actor
- Howard Carter (1874–1939) – arheolog
- John Carteret, 2. Earl Granville (1690–1763) – politician
- Francis de la Porte, comte de Castelnau (1802–1880) – cercetător
- George Cathcart (1794–1854) – general
- William Schaw Cathcart, 1. Earl Cathcart (1755–1843) – general
- Philip Catherine (n. 1942) – chitarist
- Paul Catty (n. 1945) – autor
- Patrick Caulfield (1936–2005) – pictor, ilustrator
- Jessie Cave (n. 1987) – actor
- Arthur Cayley (1821–1895) – matematician
- Joseph Chamberlain (1836–1914) – politician
- Dwain Chambers (n. 1978) – atlet
- Ben Chaplin (n. 1969) – actor
- Charlie Chaplin (1889–1977) – regizor, actor și comic
- Colin Chapman (1928–1982) – constructor de mașini
- Katie Chapman (n. 1982) – fotbalist
- Charles II. (1630–1685) – rege al Angliei
- Geoffrey Chaucer (1343–1400) – scriitor și poet
- Gilbert Keith Chesterton (1874–1936) – scriitor
- Lionel Chetwynd (n. 1940) – scenarist, producător și regizor
- Giles Chichester (n. 1946) – om politic
- Josiah Child (1630–1699) – econom
- Anne Childes Seguin (1809–1888) – cântăreț de opera
- David Chipperfield (n. 1953) – arhitect
- Caryl Churchill (n. 1938) – S-autor
- George Chuter (n. 1976) – jucător de rugby
- Colley Cibber (1671–1757) – scriitor
- Ruy Cinatti (1915–1986) – poet, antropolog și agronom
- Danny Cipriani (n. 1987) – jucător de rugby
- Diane Clare (1938–2013) – actor
- Mary Clare (1894–1970) – actor
- Anne Clark (n. 1960) – cântăreț
- Barney Clark (n. 1993) – actor
- James Clark (n. 1964) – programator
- Charles Clarke (n. 1950) – politician
- Eddie Clarke (1950–2018) – chitarist
- Emilia Clarke (n. 1986) – actriță
- Marcus Clarke (1846–1881) – scriitor
- Nicholas Clay (1946–2000) – actor
- John Cleland (1709–1789) – scriitor
- Ronald Coase (1910–2013) – economist
- Justin Cochrane (n. 1982) – fotbalist și cântăreț
- Sebastian Coe (n. 1956) – atlet și politician
- Alma Cogan (1932–1966) – cântăreț
- Alan Cohen (n. 1934) – muzician (jazz)
- Harriet Cohen (1895–1967) – pianista
- Sacha Baron Cohen (n. 1971) – comicr
- Nik Cohn (n. 1946) – jurnalist și literat
- Ashley Cole (n. 1980) – fotbalist
- Joe Cole (n. 1981) – fotbalist
- Samuel Coleridge-Taylor (1875–1912) – compozitor
- Henry Collen (1797–1879) – pictor și pionier al fotografiei
- Joan Collins (n. 1933) – actor
- Phil Collins (n. 1951) – cântăreț și baterist
- Wilkie Collins (1824–1889) – scriitor
- George Colman Jüngere (1762–1836) – scriitor
- David G. Compton (n. 1930) – scriitor
- Edward Theodore Compton (1849–1921) – pictor și alpinist
- Les Condon (1930–2007) – muzician (jazz)
- William Congrave (1772–1828) – pionier în construcția de rachete
- Jason Connery (n. 1963) – actor
- Kevin Connor (n. 1937) – regizor
- Arthur Conolly (1807–1842) – militar și diplomat
- Anne Conway (1631–1679) – filozof
- William Conybeare (1787–1857) – geolog și paleontolog
- Norman Cook (n. 1963) – muzician
- Paul Cook (n. 1956) – muzician
- Anthony Ashley-Cooper, 3. Earl of Shaftesbury (1671–1713) – politician și scriitor
- Charlotte Cooper (1870–1966) – jucător de tenis
- John Cooper (1923–2000) – constructor de masini
- Lindsay Cooper (1951–2013) – compozitor
- James Corden (n. 1978) – actor
- Frederick Corder (1852–1932) – compozitor
- Paul Corder (1879–1942) – compozitor
- Elvis Costello (n. 1954) – muzician
- Francis Cotes (≈1725–1770) – pictor
- Noël Coward (1899–1973) – actor
- Charlie Cox (n. 1982) – actor
- Harold Scott MacDonald Coxeter (1907–2003) – matematician
- Elizabeth Craven (1750–1828) – autor
- Janet Craxton (1929–1981) – instrumentist (oboi)
- John Craxton (1922–2009) – pictor
- Richard Stafford Cripps (1889–1952) – politician
- Donald Crisp (1882–1974) – actor și regizor
- Quentin Crisp (1908–1999) – autor și manager
- Thomas Cromwell, 1. Earl of Essex (≈1485–1540) – politician
- Gary Crosby (n. 1955) – muzician (jazz)
- Beverley Cross (1931–1998) – scenarist și compozitor
- Adrian Cruft (1921–1987) – compozitor
- George Cruikshank (1792–1878) – caricaturist și ilustrator
- Taio Cruz (n. 1980) – cântăreț și compozitor
- Roland Culver (1900–1984) – actor
- Benedict Cumberbatch (n. 1976) – actor
- Clifford Curzon (1907–1982) – pianist
- Peter Cushing (1913–1994) – actor
- Angel Coulby (n. 1980) – actor

## D
- Henry Hallett Dale (1875–1968) – biochimist
- Roger Daltrey (n. 1944) – muzician
- John Frederic Daniell (1790–1845) – chimist
- Samuel Daniell (1775–1811) – pictor
- George Daniels (1926–2011) – ceasornicar și autor
- Colin Dann (n. 1943) – scriitor
- John Nelson Darby (1800–1882) – întemeietor al grupului Plymouth Brethren
- Thurston Dart (1921–1971) – instrumentist, dirijor și muzician
- Theodore Davie (1852–1898) – politician
- Dave Davies (n. 1947) – muzician
- John Davies (1938–2003) – atlet
- Ray Davies (n. 1944) – instrumentist
- Curtis Davies (n. 1985) – fotbalist
- Sammy Davis (1887–1981) – automobilist și jurnalist
- Steve Davis (n. 1957) – jucător de snooker
- Emily Davison (1872–1913) – feministă
- George Dawe (1781–1829) – pictor
- William Rutter Dawes (1799–1868) – astronom și preot
- Julian Dawson (n. 1954) – muzician
- Daniel Day-Lewis (n. 1957) – actor
- Malcolm Dedman (n. 1948) – compozitor
- Thomas Dekker (1572–1632) – scriitor
- John Dee (1527–1608) – filozof și matematician
- Daniel Defoe (1660–1731) – scriitor
- Len Deighton (n. 1929) – scriitor
- Cyril Delevanti (1889–1975) – actor american
- Norman Del Mar (1919–1994) – dirijor
- Dixon Denham (1786–1828) – explorator
- Adolph Deutsch (1897–1980) – compozitor și Oscar-premiat
- David Devant (1868–1941) – magician
- Terry Devon (1922–2013) – cântăreț
- Gerald Dewhurst (1872–1956) – fotbalist
- Roland De Wolfe (n. 1979) – Pocherist
- Matt Di Angelo (n. 1987) – actor
- PaulBallett- Di’Anno (n. 1958) – Metalcântăreț
- John Digweed (n. 1967) – DJ și producător
- Benjamin Disraeli (1804–1881) – ministru și scriitor
- Omid Djalili (n. 1965) – actor și parodist
- William Dobson (1610–1646) – pictor
- Reginald Doherty (1872–1910) – jucător de tenis
- John Dollond (1706–1761) – constructor de telescop
- Peter Dollond (1730–1820) – Optician
- Cyril Domb (1920–2012) – fizician
- Alfred Domett (1811–1887) – ministru
- Siobhán Donaghy (n. 1984) – cântăreață
- Lily Donaldson (n. 1987) – model
- Clive Donner (1926–2010) – regizor
- Alec Douglas-Home (1903–1995) – ministru
- Richard Doyle (1824–1883) – ilustrator
- Anthony Dowell (n. 1943) – dansator și coreograf
- Herbert James Draper (1863–1920) – pictor
- Carol Drinkwater (n. 1948) – actor și autor
- Julie Driscoll (n. 1947) – Blues- și cântăreț
- Minnie Driver (n. 1970) – actor
- Thomas Dunhill (1877–1946) – compozitor
- Clive Dunn (1920–2012) – actor
- John Dunstable (≈1390–1453) – compozitor
- Ian Dury (1942–2000) – muzician
- Judy Dyble (1949–2020) – Folkrockcântăreț
- Mary Dyer (≈1611–1660) – Quaker

## E
- Michael East (≈1580–1648) – organist și compozitor
- Layla El (n. 1977) – Wrestlerin
- Peter Ebdon (n. 1970) – jucător de snooker
- John Eccles (≈1668–1735) – compozitor
- Harry Eden (n. 1990) – actor
- Beatie Edney (n. 1962) – actor
- Eduard I. (1239–1307) – rege al Angliei
- Eduard V. (1470–1483) – rege al Angliei
- Eduard VI. (1537–1553) – rege al Angliei
- Eduard VII. (1841–1910) – rege al Angliei
- Eduard VIII. (1894–1972) – rege al Angliei
- Amelia Edwards (1831–1892) – scriitor și Arheolog
- Jonathan Edwards (n. 1966) – atlet
- Sean Edwards (1986–2013) – automobilist
- Chiwetel Ejiofor (n. 1977) – actor
- Vic Elford (1935–2022) – automobilist
- Elisabeth I. (1533–1603) – regină a Angliei
- Elisabeth II. (1926–2022) – regină a Angliei
- Peter Ellenshaw (1913–2007) – pictor
- Sophie Ellis-Bextor (n. 1979) – cântăreață
- Liberty Ellman (n. 1971) – instrumentist
- Cary Elwes (n. 1962) – actor
- Tracey Emin (n. 1963) – artist
- Alfred Enoch (n. 1988) – actor
- John Entwistle (1944–2002) – muzician
- Fima Ephron – instrumentist
- Ralph Erskine (1914–2005) – arhitect
- Wayne Escoffery (n. 1975) – instrumentist
- Eileen Essell (1922–2015) – actriță
- David Essex (n. 1947) – Canteret și actor
- Dave Evans (n. 1953) – muzician
- David Howell Evans (The Edge) (n. 1961) – instrumentist
- Edith Evans (1888–1976) – actor
- Frederick H. Evans (1853–1943) – fotograf
- George De Lacy Evans (1787–1870) – general și politician
- Barbara Everest (1890–1968) – actor
- Example (n. 1982) – rapper

## F
- Marianne Faithfull (n. 1946) – muzician și actor
- Michael Faraday (1791–1867) – fizician și chimist
- Chris Farlowe (n. 1940) – R’n’B-cântăreț
- John Farmer (≈1570–1601) – compozitor
- Karl Farrent (n. 1963) – muzician (jazz)
- Justin Fashanu (1961–1998) – fotbalist
- Marty Feldman (1934–1982) – actor și regizor
- Victor Feldman (1934–1987) – muzician (jazz)
- Tom Felton (n. 1987) – actor
- Sarah Ferguson (n. 1959), membră a familiei regale britanice
- Roger Field (n. 1945) – inventator
- Eva Figes (1932–2012) – scriitor
- Orlando Figes (n. 1959) – istoric
- Peter Finch (1916–1977) – actor
- Ronald Fisher (1890–1962) – genetician
- Caroline Flack (1979–2020) – moderator de televiziune
- Edwin Flack (1873–1935) – atlet
- Ian Fleming (1908–1964) – scriitor
- Jason Flemyng (n. 1966) – actor
- Tom Fletcher (n. 1985) – cântăreț
- Bryan Forbes (1926–2013) – actor și regizor
- Ford Madox Ford (1873–1939) – scriitor
- Lita Ford (n. 1958) – muzician
- Claire Forlani (n. 1971) – actor
- Edward Morgan Forster (1879–1970) – Narator
- Richard Fortey (n. 1946) – paleontolog
- Charles James Fox (1749–1806) – politician
- Samantha Fox (n. 1966) – cântăreață și fotomodel
- Peter Frampton (n. 1950) – muzician
- Celia Franca (1921–2007) – dansator și coreograf
- Benjamin Frankel (1906–1973) – compozitor
- Mark Frankel (1962–1996) – actor
- Gretchen Franklin (1911–2005) – actor
- Rosalind Franklin (1920–1958) – biochimist
- Bruce Fraser, 1. Baron Fraser of North Cape (1888–1981) – amiral
- Michael Frayn (n. 1933) – scriitor
- Nicolas Freeling (1927–2003) – scriitor
- Bernard Freyberg, 1. Baron Freyberg (1889–1963) – general
- Sadie Frost (n. 1965) – actor
- William Edward Frost (1810–1877) – pictor
- Roger Fry (1866–1934) – pictor
- Stephen Fry (n. 1957) – regizor și actor

## G
- Charlotte Gainsbourg (n. 1971) – actor
- William Gale (1823–1909) – pictor
- James Gandon (1742–1823) – arhitect
- Henry Balfour Gardiner (1877–1950) – compozitor
- Freddy Gardner (1910–1950) – muzician
- Alex Garland (n. 1970) – scriitor
- Michael Garrick (1933–2011) – compozitor de jazz
- Dorothy Garrod (1892–1968) – istoric
- Greer Garson (1904–1996) – actor
- Mel George Gaynor (n. 1959) – instrumentist
- Henry Gellibrand (1597–1637) – astronom
- Dave Gelly (n. 1938) – muzician (jazz) și autor
- David Gemmell (1948–2006) – scriitor
- George III. (1738–1820) – rege al Angliei
- George IV. (1762–1830) – rege al Angliei
- George V. (1865–1936) – rege al Angliei
- Edward Gibbon (1737–1794) – istoric
- Anthony Giddens (n. 1938) – sociolog
- John Gielgud (1904–2000) – actor
- Anthony Gilbert (1934–2023) – compozitor
- Lewis Gilbert (1920–2018) – regizor, producător și scenarist
- William Schwenck Gilbert (1836–1911) – scriitor și libretist
- Ian Gillan (n. 1945) – muzician
- James Gillray (1757–1815) – caricaturist
- Alfred Charles Gimson (1917–1985) – lingvist
- Pietro Carlo Guglielmi (1772–1817) – compozitor
- James Glaisher (1809–1903) – meteorolog
- Ranulph Glanville (1946–2014) – filozof și arhitect
- Peter Glenville (1913–1996) – regizor, scenarist, producător și actor
- Sir William Glock (1908–2000) – muzician
- David Godin (1936–2004) – muzician (soul)
- Alison Goldfrapp (n. 1966) – muzician și producător muzical
- Joe Gomez (n. 1997) – fotbalist
- Caroline Goodall (n. 1959) – actor
- Fritha Goodey (1972–2004) – actor
- Eugène Aynsley Goossens (1893–1962) – dirijor și compozitor
- Ben Gordon (n. 1983) – Baschetbalist
- Charles George Gordon (1833–1885) – general
- Martin Gould (n. 1981) – jucător de snooker
- Edmund Goulding (1891–1959) – regizor
- John Gower (1330–1408) – scriitor
- William Richard Gowers (1845–1915) – neurolog
- Tony Gowland (n. 1945) – ciclist
- Kenneth Grange (n. 1929) – designer
- Adrian Grant (n. 1980) – jucător de squash
- Hugh Grant (n. 1960) – actor
- Michael Grant (1914–2004) – istoric
- Peter Grant (1935–1995) – producător, editor
- John Graunt (1620–1674) – statistician
- Robert Graves (1895–1985) – scriitor și poet
- David Gray (n. 1979) – jucător de snooker
- George Robert Gray (1808–1872) – zoolog
- Louis Harold Gray (1905–1965) – fizician și Radiolog
- Thomas Gray (1716–1771) – poet
- Jimmy Greaves (1940–2021) – jucător de fotbal
- Dave Green (n. 1942) – muzician (jazz)
- Peter Green (1946–2020) – Bluesmuzician
- Kate Greenaway (1846–1901) – pictor
- Maurice Greene (1696–1755) – compozitor
- Richard Gregory (1923–2010) – neuropsiholog
- George Grenville (1712–1770) – politician
- Thomas Gresham (1519–1579) – Kaufmann
- Albert Grey, 4. Earl Grey (1851–1917) – politician și politician
- Rupert Grint (n. 1988) – actor
- Richard Grosvenor, 2. Marquess of Westminster (1795–1869) – aristocrat
- Robert Grosvenor, 1. Marquess of Westminster (1767–1845) − aristocrat și politician
- Charles Groves (1915–1992) – dirijor
- Pietro Carlo Guglielmi (1772–1817) – compozitor
- James Guillaume (1844–1916) – anarhist și scriitor
- John Guillermin (1925–2015) – regizor
- Alec Guinness (1914–2000) – actor
- Edmund Gwenn (1877–1959) – actor

## H
- Peter Hacker (n. 1939) – filozof
- Steve Hackett (n. 1950) – chitarist
- Laura Haddock (n. 1985) – actriță
- George Hadley (1685–1768) – fizician și meteorolog
- John Hadley (1682–1744) – astronom și matematician
- Tony Hadley (n. 1960) – cântăreț
- Fitz Hall (n. 1980) – fotbalist
- Rebecca Hall (n. 1982) – actor
- Edmond Halley (1656–1742) – astronom și matematician
- Wyndham Halswelle (1882–1915) – atlet
- David Hamilton (1933–2016) – fotograf
- Ishbel Maria Hamilton-Gordon (1857–1939) – feministă
- Peter Hammill (n. 1948) – muzician
- Albert Hammond (n. 1944) – cântăreț și muzician
- Tommy Hampson (1907–1965) – atlet, campion olimpic
- Paul Hardcastle (n. 1957) – muzician
- Joy Harington (1914–1991) – actor
- Robert Harley, 1. Earl of Oxford and Mortimer (1661–1724) – politician
- Damian Harris (n. 1958) – regizor și scenarist
- Jared Harris (n. 1961) – actor
- Jasper Harris (n. 1996) – actor de film
- Steve Harris (n. 1956) – muzician
- Harry, Duce de Sussex (n. 1984) – fiului regelui Charles al III-lea
- Cynthia Harrod-Eagles (n. 1948) – scriitor
- Norman Hartnell (1901–1979) – designer
- John Harvard (1607–1638) – teolog
- Anthony Harvey (1930–2017) – regizor
- Lilian Harvey (1906–1968) – actor și cântăreț
- Frederick Haultain (1857–1942) – politician
- Jack Hawkins (1910–1973) – actor
- David Haye (n. 1980) – boxer
- Johnny Haynes (1934–2005) – fotbalist
- George Hayter (1792–1871) – pictor
- Stanley William Hayter (1901–1988) – pictor și grafician
- Murray Head (n. 1946) – actor și cântăreț
- Topper Headon (n. 1955) – muzician
- Ted Heath (1902–1969) – muzician
- Spike Heatley (1933–2021) – instrumentist
- Oliver Heaviside (1850–1925) – matematician și fizician
- Arthur Helps (1813–1875) – scriitor
- David Hemblen (1941–2020) – actor
- Henric al VIII-lea al Angliei (1491–1547) – rege al Angliei
- Ken Hensley (1945–2020) – muzician
- Georgie Henley (n. 1995) – actor
- Mike Hennessey (1928–2017) – jurnalist, pianist
- George Hepplewhite (1727–1786) – meșter tâmplar
- Henry Herbert, 4. Earl of Carnarvon (1831–1890) – politician
- Johnny Herbert (n. 1964) – automobilist
- Robert Herrick (1591–1674) – poet
- Myra Hess (1890–1965) – pianist
- Tom Hiddleston (n. 1981) – actor
- Rosalyn Higgins (n. 1937) – avocat
- Freddie Highmore (n. 1992) – actor
- Albert Hill (1889–1969) – atlet
- Damon Hill (n. 1960) – automobilist
- Graham Hill (1929–1975) – automobilist
- Rupert Hine (1947–2020) – muzician și producător
- Cyril Norman Hinshelwood (1897–1967) – chimist
- Geoffrey Hinton (n. 1947) – om de știință
- Jon Hiseman (1944–2018) – Schlagzeuger
- Alfred Hitchcock (1899–1980) – regizor
- Glenn Hoddle (n. 1957) – Antrenor de fotbal și -jucător
- John Evan Hodgson (1831–1895) – pictor
- Roy Hodgson (n. 1947) – fotbalist și antrenor
- James P. Hogan (1941–2010) – scriitor
- William Hogarth (1697–1764) – pictor și grafician
- Thomas Holcroft (1745–1809) – scriitor
- Friedrich Hollaender (1896–1976) – Film- și compozitor. Cabarettist
- Merlin Holland (n. 1945) – Journalist
- Theodore Holland (1878–1947) – compozitor și muzician
- John Hollis (1927–2005) – actor
- Stanley Holloway (1890–1982) – actor
- Andrew Holmes (1959–2010) – canotor
- Henry Holmes (1839–1905) – compozitor, violonist și muzician
- Imogen Holst (1907–1984) – compozitor și dirijor
- Tom Holt (n. 1961) – scriitor
- Anthony Hope (1863–1933) – scriitor și avocat
- Bob Hope (1903–2003) – comic, actor și afacerist
- Gerard Manley Hopkins (1844–1889) – compozitor și Iezuit
- Victor Horsley (1857–1916) – Fiziolog și neurolog
- Nicky Hopkins (1944–1994) – muzician
- Victor Horsley (1857–1916) – Fiziolog și neurolog
- Dan Houser (n. 1974) – Porgramator de jocuri pentru computer
- Sam Houser (n. 1971) – Porgramator de jocuri pentru computer
- Alan Howard (1937–2015) – Teatru- și actor de film
- Catherine Howard (c. 1521–1542) – 5. Sotia lui Henric VIII.
- Ebenezer Howard (1850–1928) – arhitect
- John Howard (1912–1999) – inventator
- Leslie Howard (1893–1943) – actor
- Steve Howe (n. 1947) – Rockchitarist
- Sally Ann Howes (1930–2021) – actor
- Chris Howland (1928–2013) – cântăreț, Moderator și actor
- Hugh Hudson (1936–2023) – regizor
- Steve Hudson (n. 1969) – actor
- Monica Huggett (n. 1953) – violinistă
- William Huggins (1824–1910) – astronom și fizician
- Arthur Hughes (1832–1915) – ilustrator și pictor
- David Edward Hughes (1831–1900) – constructor și inventator
- Alan Hume (1924–2010) – Operator
- David Hunt (1960–2015) – automobilist
- Gareth Hunt (1942–2007) – actor
- William Henry Hunt (1790–1864) – pictor
- William Holman Hunt (1827–1910) – pictor
- Douglas Hurd (n. 1930) – politician și diplomat
- Rachel Hurd-Wood (n. 1990) – actor
- William Hurlstone (1876–1906) – compozitor
- Andrew Fielding Huxley (1917–2012) – biofizician
- Julian Huxley (1887–1975) – biolog
- Harry Styles (n. 1994) – cântăreț, compozitor, actor

## I
- Billy Idol (n. 1955) – muzician
- Jonathan Israel (n. 1946) – scriitor
- Jonathan Ive (n. 1967) – designer

## J
- Alan Jackson (n. 1940) – instrumentist
- Benjamin Daydon Jackson (1846–1927) – botanist
- Gordon Jacob (1895–1984) – compozitor și dirijor
- Derek Jacobi (n. 1938) – actor
- Elizabeth Jagger (n. 1984) – fotomodel
- James II. (1633–1701) – rege al Angliei
- Francis Japp (1848–1925) – chimist
- Derek Jarman (1942–1994) – regizor
- Tai Jason – muzician
- Lionel Jeffries (1926–2010) – actor, scenarist și regizor
- Roland Joffé (n. 1945) – regizor și muzician
- Elton John (n. 1947) – muzician
- Rosamund John – actor
- B. S. Johnson (1933–1973) – scriitor
- Glen Johnson – fotbalist
- Matt Johnson – muzician
- Paul Johnson (n. 1972) – jucător de squash
- Henry Hamilton Johnston (1858–1927) – explorator
- Jill Johnston (1929–2010) – autorin, Journalistin și LGBT-Activist
- Diana Wynne Jones (1934–2011) – scriitor
- Harold Spencer Jones (1890–1960) – astronom
- Inigo Jones (1573–1652) – arhitect
- Mick Jones (n. 1944) – chitarist, compozitor și muzician
- Owen Jones (1809–1874) – arhitect și designer
- Steve Jones (n. 1955) – chitarist
- William Jones (1746–1794) – Indolog
- Ronny Jordan (1962–2014) – chitarist
- Tony Judt (1948–2010) – istoric și autor
- James Robertson Justice (1907–1975) – actor și ornitolog

## K
- Colin Kazim-Richards (n. 1986) – fotbalist
- James Kenney (1930–1982) – actor
- Patsy Kensit (n. 1968) – actor, muzician
- Linda Keough (n. 1963) – atlet
- Sara Kestelman (n. 1944) – actor
- Skandar Keynes (n. 1991) – actor
- Jay Khan (n. 1982) – cântăreț
- Jemima Khan (n. 1974) – consul la UNICEF
- Paul Kidby (n. 1964) – Desenator
- Terry Kilburn (n. 1926) – actor
- Neil Kilkenny (n. 1985) – fotbalist
- Jonathan King (n. 1944) – muzician
- William Kingsford (1819–1898) – jurnalist
- Mary Kingsley (1862–1900) – entomolog
- Sophie Kinsella (n. 1969) – scriitor
- Philip Kitcher (n. 1947) – filozof
- Keira Knightley (n. 1985) – actrițe
- Aleksander Kolkowski (n. 1959) – violinist
- Paul Kossoff (1950–1976) – chitarist
- Anthony Kosten (n. 1958) – Mare Maestru de Sah
- Bjørn Howard Kruse (n. 1946) – compozitor
- Thomas Kyd (1558–1594) – scriitor

## L
- Catherine Lacey (1904–1979) – actor
- Constant Lambert (1905–1951) – compozitor
- Martin Lamble (1949–1969) – instrumentist
- Frank Lampard (n. 1978) – fotbalist
- Angela Lansbury (1925–2022) – actor
- Jack Lauterwasser (1904–2003) – ciclist
- Jude Law (n. 1972) – actor
- Peter Lawford (1923–1984) – actor
- Nigella Lawson (n. 1960) – autor
- Robert Laycock (1907–1968) – fost ofițer, guvernator al Maltei
- Lindy Layton (n. 1970) – cântăreț
- Walter Layton, 1. Baron Layton (1884–1966) – editor și economist
- Carlton Leach (n. 1959) – scriitor
- Johnny Leach (1922–2014) – jucător de tenis
- Mary Leakey (1913–1996) – arheolog
- Meave Leakey (n. 1942) – antropolog
- David Lean (1908–1991) – regizor
- Edward Lear (1812–1888) – pictor, ilustrator și scriitor
- Philip Leaver (1904–1981) – actor și romancier
- Bernard Lee (1908–1981) – actor
- Christopher Lee (1922–2015) – actor
- Dave Lee (n. 1926) – muzician (jazz) și compozitor
- Phil Lee (n. 1943) – chitarist
- Sidney Lee (1859–1926) – biograf
- Tanith Lee (1947–2015) – scriitor
- Walter Leigh (1905–1942) – compozitor
- Bill Lenny (1924–1989) – Cutter
- Raymond Leppard (1927–2019) – dirijor, compozitor
- Keith Levene (1957–2022) – muzician
- Jules Levy (1838–1903) – compozitor
- Lennox Lewis (n. 1965) – boxer
- Leona Lewis (n. 1985) – cântăreț
- Matthew Lewis (1775–1818) – scriitor
- Eggy Ley (1928–1995) – muzician (jazz)
- Delroy Lindo (n. 1952) – actor
- David Lindsay (1876–1945) – scriitor
- Joseph Lister, 1. Baron Lister (1827–1912) – medic
- Philip Charles Lithman (1949–1987) – chitarist
- Henry Litolff (1818–1891) – pianist și compozitor
- Ken Livingstone (n. 1945) – politician
- Emily Lloyd (n. 1970) – actriță
- John Loder (1898–1988) – actor
- David Lodge (n. 1935) – scriitor
- Louise Lombard (n. 1970) – actor
- Laurie London (n. 1944) – cântăreț
- Alex Loudon (n. 1980) – jucător de cricket
- Loulou de la Falaise (1948–2011) – fotomodel și designer
- Ada Lovelace (1815–1852) – matematician
- Lily Loveless (n. 1990) – actor
- Ida Lupino (1918–1995) – actor și regizor
- Elisabeth Lutyens (1906–1983) – compozitor
- John Lydon (n. 1956) – muzician
- Alex Lynn (n. 1993) – automobilist
- Vera Lynn (1917–2020) – cântăreț
- Charles Lyttelton, 10. Viscount Cobham (1909–1977) – guvernator în Noua Zeelanda
- Louis Tomlinson (n. 1991) – cântăreț, compozitor
- Liam Payne (1993–2024) – cântăreț, compozitor

## M
- Luke Mably (n. 1976) – actor
- Patrick Macnee (1922–2015) – actor
- George MacKay (n. 1992) – actor
- Lance Macklin (1919–2002) – automobilist
- Kurt Maflin (n. 1983) – jucător de snooker
- Jonathan Magonet (n. 1942) – teolog și rabin
- John Major (n. 1943) – ministru
- Arthur Thomas Malkin (1803–1888) – pionier în alpinism și scriitor
- Max Mallowan (1904–1978) – arheolog
- Daniel Man (n. 1969) – artist
- Peter Mandelson (n. 1953) – politician
- Pippa Mann (n. 1983) – automobilist
- Philip Mansel (n. 1951) – istoric
- Peter Mansfield (1933–2017) – fizician  distins cu premiul Nobel
- Phil Manzanera (n. 1951) – muzician
- Jane March (n. 1973) – actor
- Wayne Mardle (n. 1973) – jucător de Dart
- Constance Markiewicz (1868–1927) – membru a miscarii de rezistenta din Irlanda
- Alicia Markova (1910–2004) – Balerina
- Julian Marley (n. 1975) – Reggae-muzician
- William Marlowe (1930–2003) – actor
- Steve Marriott (1947–1991) – muzician
- Frederick Marryat (1792–1848) – ofițer de marina și scriitor
- Kate Marsden (1859–1931) – cercetător în domeniul leprei
- Alfred Marshall (1842–1924) – economist
- Herbert Marshall (1890–1966) – actor
- Archer Martin (1910–2002) – chimist distins cu premiul Nobel
- George Martin (1926–2016) – muzician
- Maria I (1516–1558) – regină a Angliei și Scotiei
- Nevil Maskelyne (1732–1811) – matematician și astronom
- David Masser (n. 1948) – matematician
- Daniel Massey (1933–1998) – actor
- Tobias Matthay – pianist și compozitor
- Syrie Maugham – designer
- Daphne du Maurier – scriitor
- Gerald du Maurier – actor
- Maxi Jazz - muzician
- Brian May – chitarist
- Phil May – Rockcântăreț
- Richard May – jurist
- Peter Mayhew – actor
- Mark Mazower – istoric
- Nicko McBrain – instrumentist
- Bob McCarron – artist
- Perry McCarthy – automobilist
- Martine McCutcheon – cântăreț și actor
- Martin McDonagh – romancier și regizor
- Roddy McDowall – actor
- Dusa McDuff – matematician
- Natascha McElhone – actor
- Kathleen McKane Godfree – jucător de tenis
- Reginald McKenna – politician
- Andrew V. McLaglen – regizor
- Alexander McQueen – designer
- Derek Meddings – Specialist pentru Efecte speciale
- Michael Medwin – actor
- Tony Meehan – muzician
- Harry Melling – actor
- Murray Melvin – actor
- Leon Meredith – ciclist
- M.I.A. – cântăreț
- George Michael – cântăreț
- John Stuart Mill – filozof și economist
- Jonny Lee Miller – actor
- George Pilkington Mills – ciclist
- A. A. Milne – scriitor
- John Milton – poet
- Max Minghella – actor
- Helen Mirren – actor
- Mitch Mitchell – instrumentist
- Nancy Mitford – scriitor
- Unity Mitford – Fascist
- Rhona Mitra – actor
- Ernest John Moeran – compozitor
- Alfred Molina – actor
- John Mollo – designerr și Premiat cu Oscar
- Edward Molyneux – designer
- Bernard Montgomery – maresal
- Ugo Monye – jucător de Rugby
- Keith Moon – instrumentist
- Andy Moor – chitarist
- Michael Moorcock – scriitor
- Bobby Moore – fotbalist
- Dudley Moore – actor
- Patrick Moore – astronom
- Roger Moore – actor
- Thomas Osbert Mordaunt – Soldat și poet
- Conwy Lloyd Morgan – zoolog
- Jody Morris – fotbalist
- Michael Morris, 3. Baron Killanin – jurnalist
- Phyllis Morris – actor
- Sarah Morris – pictor și Filmemacherin
- William Morris – artist și Socialist
- Stanley Morison – Tipograf
- Barry Morse – actor
- Emily Mortimer – actor
- John Mortimer – avocatsi scriitor
- Thomas Morus – politician
- Oswald Mosley – politician
- William Moseley – actor
- Jon Moss – instrumentist
- Kate Moss – fotomodel
- Stirling Moss – automobilist
- Andrew Motion – poet, romancier și biograf
- Charles Mountbatten-Windsor, Prince of Wales – Print, Succesor pe tron
- Henry Mountbatten-Windsor – Print, Succesorul al treilea lea pe tron
- William Mountbatten-Windsor, Duke of Cambridge – Print, Succesorul al doilea pe tron
- Alan Mowbray – actor
- Sophie Muller – regizor
- Hugh Munro – Sportiv
- Glenn Murcutt – arhitect
- Barbara Murray – actor
- Dave Murray – muzician
- Eadweard Muybridge – fotograf
- Zayn Malik – cântăreț, compozitor

## N
- John Newlands (1837–1898) – chimist
- John Henry Newman (1801–1890) – cardinal
- Philip Noel-Baker (1889–1982) – purtator a premiului Nobel
- Christopher Nolan (n. 1970) – regizor, scenarist și producător de film
- Jonathan Nolan (n. 1976) – scriitor, scenarist, producător și autor
- Michael Nyman (n. 1944) – compozitor
- Niall Horan (n. 1993) – cântăreț

## O
- Paul Oakenfold – Producător DJ
- Lawrence Oates – cercetător Polar
- Gary Oldman – actor
- Kelly Osbourne – muzician

## P
- Rick Parfitt – muzician
- Alan Parker – scenarist și regizor
- Graham Parker – muzician
- Nathaniel Parker – actor
- Thomas Jeffery Parker – zoolog
- James Parkinson – medic
- Alan Parsons – muzician
- Charles Parsons – constructor de masini
- Samuel Pasco – politician
- Nigel Patrick, actor
- Chris Patten – politician
- Robert Pattinson – actor
- Adrian Paul – actor
- Lynsey de Paul – cântăreț
- Bruce Payne – actor
- Stuart Pearce – fotbalist
- Karl Pearson – matematician
- William Penn – Intemeietorul statului Pennsylvania
- Joe Penny - actor
- Samuel Pepys – politician și scriitor
- Spencer Perceval – ministru
- William Henry Perkin – chimist și Industrieller
- William Petty – economist
- Flinders Petrie – arheolog
- Dave Peverett – Blues- și muzician
- Anthony Phillips – muzician
- Simon Phillips – instrumentist
- John Picard – muzician (jazz)
- Stuart Pigott – Viticultor
- Courtney Pine – muzician (jazz)
- Harold Pinter – autor și regizor
- Max Pirkis – actor
- William Pitt der Jüngere – ministru
- John Polidori – scriitor
- Emma Pooley – ciclist
- Dennis Poore – automobilist
- Alexander Pope – poet
- Anna Popplewell – actor
- Percivall Pott – Chirurg
- Sally Potter – regizorin
- Anthony Powell – scriitor și Critic literar
- Duffy Power – Pop- și Bluescântăreț
- John Pratt, 1. Marquess Camden – politician
- Nathalie Press – actor
- George R. Price – genetician
- Archibald Philip Primrose, 5. Earl of Rosebery – politician
- Richard Anthony Proctor – astronom și autor
- Daniel Purcell – compozitor
- Dominic Purcell – actor
- Henry Purcell – compozitor
- Darren Purse – fotbalist

## R
- Rex Raab – arhitect
- Tom Rachman – scriitor
- Ann Radcliffe – scriitor
- Daniel Radcliffe – actor
- Claude Rains – actor
- Robert Rankin – scriitor
- Nicola Ransom – actor
- Terence Rattigan – romancier și scenarist
- Jane Ray – ilustrator
- Mary Read – Pirat
- Jason Rebello – pianist
- Lynn Redgrave – actor
- Vanessa Redgrave – actor
- Carol Reed – regizor
- Oliver Reed – actor
- Israel Regardie – Ocultist și magician
- Vernon Reid –chitarist
- Kelly Reilly - actriță
- Declan Rice - fotbalist
- Ramsay Richard Reinagle – pictor
- Saskia Reeves – actor
- Keith Relf – muzician
- Mary Renault – scriitor
- Ruth Rendell – scriitor
- Simon Reynolds – muzician, jurnalist
- David Ricardo – macroeconomist
- Tim Richards – muzician (jazz)
- Joely Richardson – actor
- Natasha Richardson – actor
- Anthony B. Richmond – Operator
- Slick Rick – rapper
- Alan Rickman – actor
- Frank Ricotti – muzician
- Bridget Riley – pictorin
- Penny Rimbaud – muzician
- Andrew Roachford – muzician
- George Robinson, 1. Marquess of Ripon – politician
- Orphy Robinson – muzician (jazz)
- John Rocca – muzician, cântăreț și producător
- Charlotte Roche – moderator de televiziune
- Maximillian Roeg – actor
- Nicolas Roeg – regizor
- Peter Mark Roget – medic și lexicograf
- Charles Rolls – Automobil-fabricant
- Landon Ronald – dirijor și compozitor
- Mark Ronson – muzician și DJ
- Henry Enfield Roscoe – chimist
- Raymond Rôze – compozitor
- Jake Rosenzweig,  automobilist
- James Clark Ross – inventator
- Gavin Rossdale – cântăreț și actor
- Christina Rossetti – poet
- Francis Rossi – muzician
- Carlo Rota – actor
- Tim Roth – actor
- Walter Henry Rothwell – dirijor
- Patsy Rowlands – actor
- John Ruskin – scriitor, pictor
- Ray Russell – chitarist și compozitor
- Margaret Rutherford – actor
- John Rutter – dirijor și compozitor

## S
- Paul Sackey – rugbist
- Oliver Sacks – neurolog și scriitor
- Thomas Sangster – actor
- Abe Saperstein – afacerist, manager
- Sarah, ducesă de York - membră a familiei regale britanice
- Vidal Sassoon – coafor, afacerist
- Ernest Satow – diplomat
- Abdullah bin Mutaib Al Saud – prinț arab
- Charles Saunders – amiral
- Cicely Saunders – medic
- Rebecca Saunders – compozitor
- Dana Rosemary Scallon - cântăreață, om politic
- Alan Scarfe – actor
- Gerald Scarfe – caricaturist, ilustrator
- Irene Scharrer – pianist
- Hugh J. Schonfield – teolog
- Leo Schrattenholz – compozitor, violoncelist german
- Simon Scuddamore, actor
- Heather Sears – actriță
- Edward Seguin – cântăreț
- David Seidler – scenarist
- Screaming Lord Sutch – muzician și politician
- Will Self – scriitor și jurnalist
- Percy Selwyn-Clarke –  Guvernator în Seychellen
- Steve Severin – muzician și compozitor
- Edward Seymour, 1. Herzog von Somerset – politician
- Jane Seymour – actor
- Tom Sharpe – scriitor
- Charles Shaughnessy – actor
- Sandie Shaw – cântăreț
- Ed Shearmur – compozitor
- Ireen Sheer – cântăreț
- Mary Shelley – scriitor
- Andrew Sheridan – rugbist
- Charles Scott Sherrington – psiholog
- James Shirley – scriitor
- William B. Shockley – fizician
- Jane Shore – Metresa lui Eduard IV.
- Nevil Shute – scriitor
- Shy FX – Jungle- și Drum-and-Bass-DJ
- Algernon Sidney – politician
- Nick Sillitoe – DJ,  compozitor
- Ben Silverstone – actor
- Alastair Sim – actor
- Dave Simmonds – Motociclist
- Jean Simmons – actor
- Paul Simonon – muzician
- N. F. Simpson – romancier
- Alexander Sims – automobilist
- Trevor Sinclair – fotbalist
- Dorothea Waley Singer – istoric
- Marina Sirtis – actor
- Len Skeat – muzician (jazz)
- Walter W. Skeat – filolog
- Tom Skinner – instrumentist
- Skream – Dubstep-producător
- Slash – muzician
- George Smart – dirijor, organist și compozitor
- Henry Smart – organist și compozitor
- C. Aubrey Smith – actor
- John Maynard Smith – genetician
- Maggie Smith – actor
- Norman Smith –  muzician
- Tom Smith – rugbist
- Edward Solomon – compozitor
- Eric Solomon – autor de jocuri
- Sonique – cântăreț
- Steve Soper – automobilist
- Tessa Souter – cântăreț
- James Sowerby –  pictor
- James de Carle Sowerby – artist
- Douglas Alexander Spalding – cercetător
- Timothy Spall – actor
- Philip Sparke – compozitor și muzician
- Scott Speedman – actor
- Charles Spencer, al IX lea Conte Spencer – politician
- Edmund Spenser – poet
- James Richardson Spensley – medic, fotbalist și antrenor
- Gordon Spice – automobilist
- Terry Spinks – boxer
- Bryan Spring – instrumentist
- Dusty Springfield – cântăreț
- James Squair – fotbalist
- Chris Squire – instrumentist
- John Stainer – organist și compozitor
- Terence Stamp – actor
- George Clarkson Stanfield – pictor
- Frederick Arthur Stanley, 16. Earl of Derby – politician
- Steven Stapleton – muzician
- Zak Starkey – muzician
- Boris Starling – scriitor
- Jason Statham – actor
- Howard Staunton – șahist
- Imelda Staunton – actor
- Toby Stephens – actor
- Nicholas Stern – economist
- Steve-O – artist, afacerist
- Bernard Stevens – compozitor
- Cat Stevens – cântăreț și compozitor
- Rachel Stevens – cântăreț
- Dave Stewart – producător
- Rod Stewart – cântăreț
- Rachael Stirling – actor
- Leopold Stokowski – dirijor
- Richard Stone – economist
- Lytton Strachey – scriitor
- Dennis Stratton – muzician
- Stephen Street – muzician
- Jim Sturgess, actor și muzician
- Howard O. Sturgis – scriitor
- Charles Sturridge – regizor, scenarist și producător
- Jule Styne – compozitor
- David Suchet – actor
- Alan Sugar – om de afaceri
- Arthur Sullivan – compozitor
- Big Jim Sullivan – chitarist
- Tara Summers – actor
- Monty Sunshine – clarinetist
- Kiefer Sutherland – actor
- Dave Swarbrick – rapsod popular
- Graham Swift – scriitor
- Algernon Swinburne – scriitor
- Felix Swinstead – pianist, compozitor
- Tilda Swinton – actor
- Ken Sykora – chitarist și moderator
- James Joseph Sylvester – matematician

## T
- Jessica Tandy – actor
- Elizabeth Taylor – actor
- Hannah Taylor-Gordon – actor
- Stuart Taylor – fotbalist
- William Tenn – scriitor
- John Terry – fotbalist
- Emma Thompson – actor
- Pete Townshend – muzician
- Arnold J. Toynbee – filozof
- Alan Turing – matematician
- William Turner – pictor
- Edward Tylor – antropolog

## U
- Peter Ustinov – actor și regizor

## V
- Matthew Vaughn –  regizor, scenarist
- Sid Vicious – muzician
- Victoria – regina Marii Britanii și imparateasa Indiei
- Theresa Villiers – politician
- Julius Vogel – premier în Noua Zeelanda

## W
- Alan Wakeman − saxofonist
- Edgar Wallace – scriitor și regizor
- H. B. Warner – actor
- Emily Watson – actor
- Emma Watson – actor
- Charlie Watts – muzician
- Evelyn Waugh – scriitor
- Andrew Lloyd Webber – compozitor
- Rachel Weisz – actor
- Arthur Wellesley, 2. Duke of Wellington – general
- Herbert George Wells – scriitor
- Arnold Wesker – romancier
- Rebecca West – scriitor și jurnalist
- Jimmy White – jucător de snooker
- Patrick White –  scriitor,
- Edward Whymper – alpinist
- Kim Wilde – cântăreț
- Mike Wilds – automobilist
- Danny Williams – boxer
- Roger Williams – Intemeietorul lui Rhode Island
- Richard Williamson – Episcop, nu recunoaste Holocaustul
- Amy Winehouse – cântăreț
- Jah Wobble –  muzician
- Mary Wollstonecraft – scriitor și Feminista
- Ron Wood – muzician
- Virginia Woolf – scriitor
- Bonnie Wright – actor
- Shaun Wright-Phillips – fotbalist
- Bill Wyman – muzician

## Y
- William Henry Young – matematician